# ¿Quién será?
«¿Quien será?» es un mambo compuesto en 1953 por los mexicanos Pablo Beltrán Ruiz y Luis Demetrio. La versión en inglés se titula Sway.  
Interpretada por Pedro Infante.

## En el Cine
1. La primera versión es interpretada por Pedro Infante en la película Escuela de vagabundos del año 1954.
2. Su primera versión aparece en la película de Cantinflas, Su Excelencia, de 1967, dirigida por Miguel M. Delgado, en una versión orquestada  con el coro en español, durante la escena del baile ofrecido en el Palacio Presidencial de Pepeslavia al embajador de la República de Los Cocos.
3. En la película Dark City, de Alex Proyas, de 1998, en una versión ralentizada en inglés, interpretada por Anita Kelsey. En la escena en que Emma Murdoch (Jennifer Connelly) es una cantante, en una de las realidades paralelas.
4. En la versión de Michael Bublé, de su disco homónimo de 2003, aparece en:

- ¿Bailamos?, película de baile de 2004, dirigida por Peter Chelsom, con Richard Gere, Jennifer López y Susan Sarandon.
- The Wedding Date, película del 2005 dirigida por Clare Kilner, con Debra Messing y Dermot Mulroney.
- Sin reservas, película del 2007 dirigida por Scott Hicks, con Catherine Zeta-Jones, Aaron Eckhart, Abigail Breslin y Patricia Clarkson.

## Algunos intérpretes
| - Pérez Prado - Dean Martin - Cab Calloway - Rosemary Clooney - Julie London - Ben E. King - Cliff Richard - Los Panchos - Pedro Infante - Frank Sinatra - Jennifer López - Puppini Sisters - Trio Los Panchos - Julio Iglesias - Sandro de América - Danny Frank | - Il Divo - Sonora Matancera - Björk - Michael Bublé - Kalimba - Pussycat Dolls - Arielle Dombasle - Eydie Gormé - Lisa Ono - Aaron Kwok - Haifa Wehbe - Matthew Morrison - Powerman 5000 - Edmundo Ros y su orquesta - Tito Puente y Celia Cruz - Tin Tán - Luis Miguel - Halie Loren - Rita Hayworth - Saweetie y GALXARA - Grupo Latino - French Latino |